# Jean Scrivens
Jean Eileen Scrivens, później MacKenzie (ur. 15 października 1935 w Camberwell w Londynie) – angielska lekkoatletka specjalizująca się w krótkich biegach sprinterskich, uczestniczka letnich igrzysk olimpijskich w Melbourne (1956), srebrna medalistka olimpijska w biegu sztafetowym 4 × 100 metrów.

## Sukcesy sportowe
- mistrzyni Wielkiej Brytanii w biegu na 220 jardów – 1955[1]
- wielokrotna rekordzistka kraju[2]

| Rok  | Miasto    | Zawody               | Konkurencja        | Wynik         |
| ---- | --------- | -------------------- | ------------------ | ------------- |
| 1956 | Melbourne | Igrzyska olimpijskie | sztafeta 4 × 100 m | srebrny medal |

## Rekordy życiowe
- bieg na 200 metrów – 24,1 – Londyn 13/08/1955[3]